# Anna Maria Achenrainer

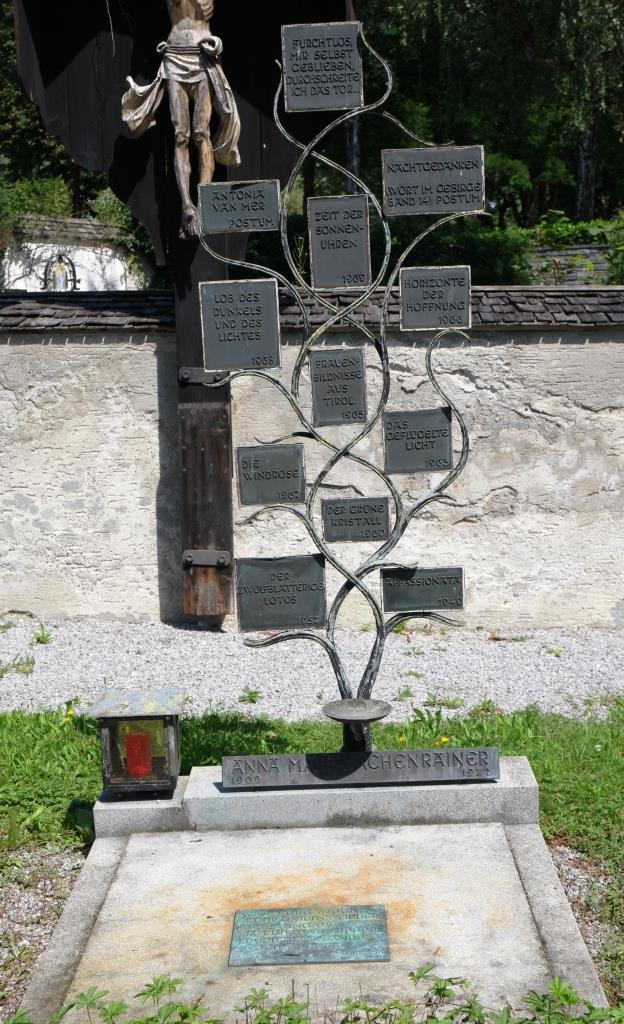
Grab von Anna Maria Achenrainer auf dem Neuen Friedhof Mühlau, Innsbruck

Anna Maria Achenrainer (* 5. Juli 1909 in Pfunds; † 14. Jänner 1972 in Innsbruck) war eine österreichische Schriftstellerin, die sich vor allem mit Geschichte und Landschaft Tirols beschäftigte.

## Leben
Anna Maria Achenrainer wuchs im Scharnitzer Waisenhaus auf, nachdem ihr Vater, ein Huf- und Wagenschmied, im Ersten Weltkrieg gefallen war. 1926 besuchte sie die Lehrerinnenbildungsanstalt in Innsbruck, wo Bruder Willram ihr erster literarischer Förderer war. Ab 1929 veröffentlichte sie erste Erzählungen und Gedichte, u. a. im Tiroler Volksboten, für den sie die Frauenseite betreute.
Sie war 1951 Gründungsmitglied des Turmbunds, einer noch heute bestehenden Innsbrucker Gesellschaft zur Förderung literarisch-künstlerischer Talente, und Mitarbeiterin der ersten Österreichischen Jugendkulturwochen. Anna Maria Achenrainer stand mit zahlreichen Autoren der 1950 und 1960er Jahre in Kontakt (u. a. mit Felix Braun und Erika Burkart). Sie erhielt 1950 den Anerkennungspreis bei der Verleihung des Österreichischen Staatspreises für Literatur für ihren ersten Gedichtband. Von 1969 bis 1972 war sie Mitherausgeberin des von Josef Leitgeb 1949 mitbegründeten Literatur-Jahrbuchs Wort im Gebirge. Schrifttum aus Tirol.
Anna Maria Achenrainer starb 1972. Ihr Grab auf dem Mühlauer Friedhof schmückt eine geschmiedete Pflanze, auf deren Blättern die Titel der Gedicht- und Prosabände der Schriftstellerin stehen.

## Werk
Als Lyrikerin zählte Anna Maria Achenrainer zur repräsentativen Kulturöffentlichkeit des Tirols der Nachkriegszeit. Ihre Lyrik kann der naturmagischen Schule in der Nachfolge Wilhelm Lehmanns zugeordnet werden. Ihre Anregungen bekam Anna Maria Achenrainer vor allem aus der Tiroler Gebirgslandschaft, aber auch aus indischer und altägyptischer Mythologie (Der zwölfblättrige Lotos), von Reisen (Südliche Ausfahrt: Gedichtzyklus über das antike und zeitgenössische Italien), Religion (Nachtgedanken: Gedichtzyklus über Augustinus) und der Geschichte (Das geflügelte Licht: Sonette zu den Olympischen Spielen von der Antike bis zur Gegenwart).
Ähnlich wie Erika Burkart vermittelt Achenrainer in ihren Gedichten ein Naturgefühl, in dem sich Vorstellungen einer mythischen Vorzeit mit der Spiegelung des eigenen Seelenraums verbinden. Viele ihrer Gedichte leben von Natur- und Landschaftsbildern, die Fortschrittspessimismus mit einem romantisierenden Blick auf die bäuerliche Welt kontrastieren. Der durch Technik und Fortschritt bedingte Verlust unmittelbaren Naturempfindens evoziert die melancholische Sehnsucht nach einer heilen unversehrten Welt – einer Welt, die der Innenlandschaft des lyrischen Ichs Ausdruck zu geben vermag. Mit ihrer Lyrik stand Anna Maria Achenrainer am Endpunkt einer lyrischen Tradition, von der sich Entwicklungen innerhalb der sprachkritischen und experimentellen Lyrik der sechziger Jahre mehr und mehr abhoben.

## Auszeichnungen

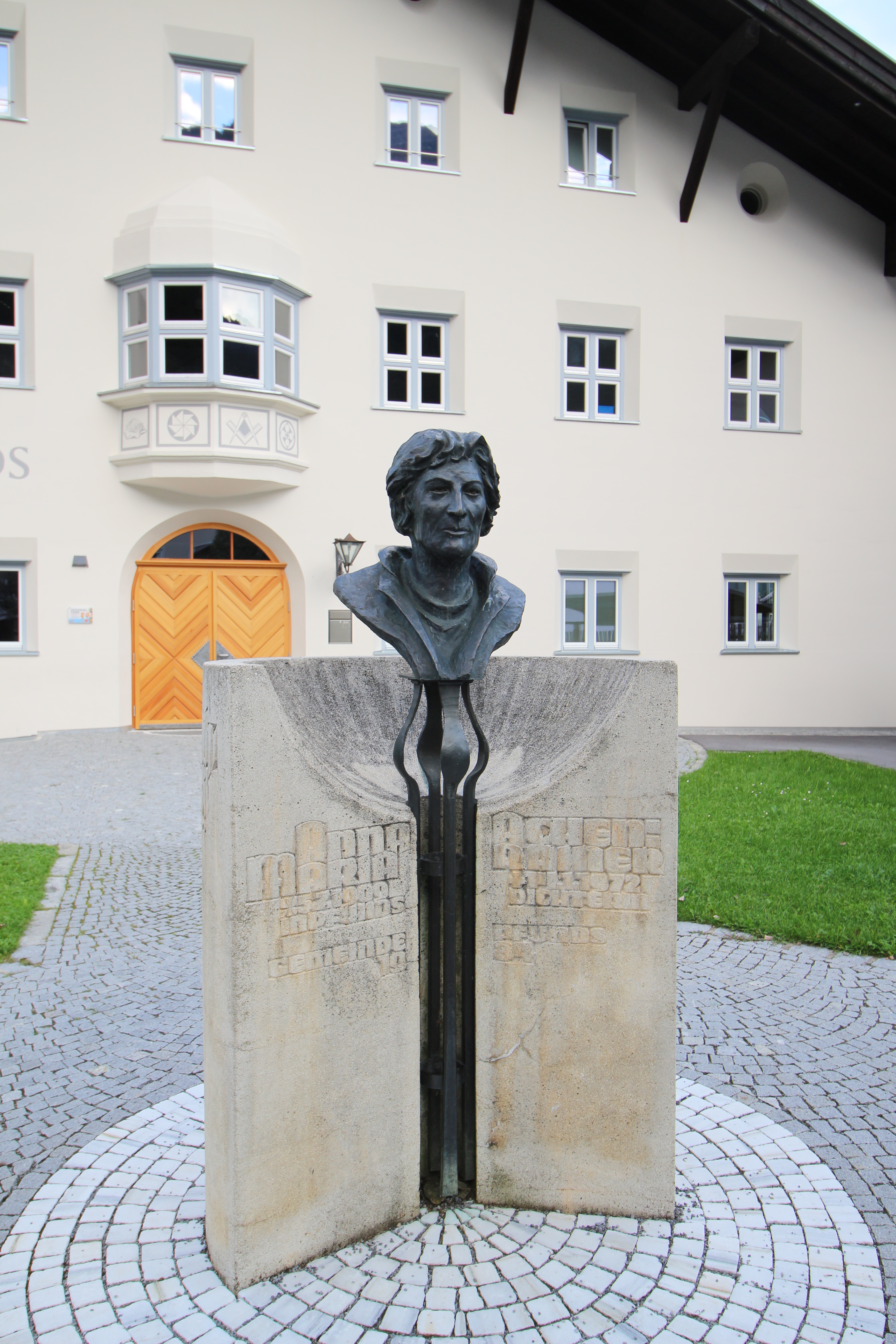
Denkmal für Anna Maria Achenrainer in ihrem Geburtsort Pfunds

- 1950: Anerkennungspreis des Österreichischen Staatspreises für Appassionata
- 1970: Verdienstkreuz des Landes Tirol

## Werke
- Appassionata. Gedichte. Inn, Innsbruck 1950.
- Der zwölfblättrige Lotos. Gedichte. Egger, Imst 1957.
- Der grüne Kristall. Gedichte. Mit Linolschnitten von Margarethe Krieger. S. Gideon, Gießen 1960.
- Die Windrose. Gedichte. Rohrer, Wien/Innsbruck 1962.
- Das geflügelte Licht. Gedichte. Mit Rohrfederzeichnungen von Rudolf Kreuzer. Wagner, Innsbruck 1963.
- Frauenbildnisse aus Tirol. 21 Biographien. Wagner, Innsbruck 1964.
- Horizonte der Hoffnung. Gedichte. Eingeleitet und ausgewählt von Franz Hölbing. Stiasny, Graz 1966.
- Lob des Dunkels und des Lichts. Gedichte. ÖVA, Wien 1968.
- Zeit der Sonnenuhren. Ein Jahrbuch. Karlsruher Bote, Karlsruhe 1969.
- Antonia van Mer. Erzählung. ÖVA, Wien 1972.